# Adolf Mikeš
Adolf Mikeš (* 23. Dezember 1864 in Königgrätz, Bezirk Königgrätz; † 26. Mai 1929 in Prag) war ein tschechischer Musikpädagoge.
Mikeš studierte ab 1884 Jura an der Karlsuniversität Prag, im Folgejahr besuchte er auch die Akademie der Bildenden Künste Prag. Nach einem Jahr an der Akademie der bildenden Künste Wien kehrte er nach Prag zurück und studierte dort Klavier bei Jindřich Kaan und Orgel bei Joseph Klička. Einige Zeit wirkte er als Assistent von Kaan. Nachdem 1896 seine Bewerbung als Lehrer am Prager Konservatorium erfolglos geblieben war, gründete er in Pilsen und 1903 in Prag eine eigene Klavierschule, für die er u. a. Otakar Ostrčil, Roman Vesely und  Jan Heřman als Lehrer gewinnen konnte. Von 1920 bis 1928 leitete er eine Meisterklasse am Prager Konservatorium. In seiner Podskalská filharmonie waren Musiker wie Vítězslav Novák, Josef Suk, Jaroslav Křička, Václáv .Štěpán, Richard und Roman Veselý aktiv.